# グラント・グリーン・ライヴ・アット・ザ・ライトハウス
『グラント・グリーン・ライヴ・アット・ザ・ライトハウス』（Live at the Lighthouse）は、アメリカ合衆国のジャズ・ギタリスト、グラント・グリーンが1972年に録音・発表したライブ・アルバム。オリジナルLPは2枚組だったが、再発CDは1枚にまとめられた。

## 背景
グリーンがブルーノート・レコードに残したアルバムとしては、録音順では最後の作品に当たる。「ウインドジャマー」はアルバム『グリーン・イズ・ビューティフル』で発表された曲だが、本作ではより早いテンポで演奏されている。「フラッド・イン・フランクリン・パーク」は、本作に参加したオルガニストのシェルトン・ラスターが提供した曲である。

## 反響・評価
アメリカでは『ビルボード』のジャズ・アルバム・チャートで最高12位を記録した。スティーヴ・ヒューイはオールミュージックにおいて5点満点中4点を付け「当時のグリーンのアルバムとしては数少ない、しなやかなファンキー・ドラマーのアイドリス・ムハマッドが不在の作品で、後任のグレッグ・ウィリアムスは、ジェームス・ブラウンに影響を受けた激しい演奏を持ち味とし、せわしなく沸き立ち、しばしばテンポの早いポリリズムを披露するドラマーである」「グリーンのジャズ・ファンク作品としては、特に有機的で優れた物の一つ」と評している。

## 収録曲
1998年再発CD (CDP 7243 4 93381 2 8)では4. 6. 8. 10.が外されており、2009年発売の日本盤CD (TOCJ-6734)も同様の内容だが、2012年以降の日本盤CDはオリジナルLPに準じた内容となった。
1. ハンク・スチュワートのアナウンス1 - "Introduction - Hank Stewart" - 2:33
2. ウインドジャマー - "Windjammer" (Neal Creque) - 12:13
3. ベッチャ・バイ・ゴーリー・ワウ - "Betcha by Golly Wow" (Thom Bell, Linda Creed) - 7:32
4. ハンク・スチュワートのアナウンス2 - "Introduction - Hank Stewart" - 0:41
5. ファンシー・フリー - "Fancy Free" (Donald Byrd) - 14:40
6. ハンク・スチュワートのアナウンス3 - "Introduction - Hank Stewart" - 0:28
7. フラッド・イン・フランクリン・パーク - "Flood in Franklin Park" (Shelton Laster) - 14:56
8. エド・ハミルトンのアナウンス - "Introduction - Ed Hamilton" - 1:32
9. ジャン・ジャン - "Jan Jan" (Mose Elde Davis) - 12:08
10. ハンク・スチュワートのアナウンス4 - "Introduction - Hank Stewart" - 1:04
11. ウォーク・イン・ザ・ナイト - "Walk in the Night" (Johnny Bristol, Marilyn McLeod) - 6:44

## 参加ミュージシャン
- グラント・グリーン - ギター
- クラウド・バーティ - ソプラノ・サクソフォーン、テナー・サクソフォーン
- ゲイリー・コールマン - ヴィブラフォン
- シェルトン・ラスター - オルガン
- ウィルトン・フェルダー - エレクトリックベース
- グレッグ・ウィリアムス - ドラムス
- ボビー・ポーター・ホール - パーカッション